# Gabriela Villalba
María Gabriela Villalba Jervis (Quito, 20 de septiembre de 1984) es una cantante y actriz ecuatoriana, conocida por formar parte del quinteto ecuatoriano Kiruba y posteriormente ser parte del grupo de pop rock chileno Kudai.

## Biografía
Sus padres son Juan Carlos Villalba Villalba y Paulina Jervis. Es la mayor de siete hermanos.
La carrera musical de Villalba comienza a inicios del 2003 al convertirse en una de las 5 ganadoras del programa de telerrealidad Popstars en Ecuador. Luego de tres meses de competencia y grandes duelos musicales entre las participantes los jueces eligieron a Gabriela entre más de 3500 aspirantes, para ser una de las cinco integrantes de la banda que más tarde adoptaría el nombre de Kiruba. 
El quinteto lanzó su primer trabajo discográfico, titulado Kiruba, con el sello MTM Records bajo la producción de Eduardo de Narváez. Apenas se lanzó el disco, las ventas se dispararon vendiendo 5000 copias en tan solo 2 días.
Un mes más tarde la agrupación recibió disco de doble platino. Kiruba se convirtió en un fenómeno nacional en Ecuador.[cita requerida] Quisiera su primer sencillo ocupó el primer lugar durante varias semanas consecutivas en las radios más populares de Ecuador y alcanzó el decimoquinto lugar dentro del conteo latinoamericano de la cadena HTV. En el 2004 el grupo lanza su segundo y último álbum Baila la luna producido por Ivis Flies y Lamine Fellah. Su primer y único sencillo Me quedo contigo, alcanzó rápida popularidad en las listas ecuatorianas. Ese mismo año la banda anuncia su separación definitiva. 
A inicios de 2004 recibe una propuesta para incursionar en el mundo de la actuación con el papel protagónico de Catalina, una joven cantante en la telenovela colombiana Al ritmo de tu corazón.
En 2006 Villalba regresa a los escenarios, esta vez en solitario con su disco Todo bien. El primer sencillo de este material, Me doy vueltas, alcanzó el número uno en las radios de mayor popularidad de su país natal.[cita requerida]
Ese mismo año, tras abrir un concierto por parte de EXA FM a la agrupación juvenil chilena Kudai recibe la invitación del cuarteto para unirse a la banda como artista invitada a su primera gira musical en México.
Tiempo después Gabriela se integró en la banda chilena Kudai tras la salida de Nicole Natalino, regrabando su segundo álbum Sobrevive con su voz. Mientras perteneció a la agrupación, obtuvo varios reconocimientos como Grupo latino del año en los premios Orgullosamente latino 2006 y 2009, y de los Premios MTV como Mejor Artista Pop en 2006, Mejor Artista Centro en 2007, Mejor Grupo o Dúo y nuevamente Mejor Artista Pop en 2008. Hasta su participación junto con la banda en el Festival de Viña del Mar 2007. El tercer álbum de Kudai, Nadha, recibió una nominación al Grammy Latino en el 2008.
En 2010 la banda anuncia su separación oficial tras lanzar al mercado su disco recopilatorio Grandes Éxitos como despedida para sus seguidores.
Gabriela decidió alejarse tres años de los escenarios para dedicarse a sus estudios y a su vida privada. Sufrió de bulimia nerviosa, experiencia que la lleva a involucrase a fines del 2011 en la campaña Yo me quiero como soy para luchar e informar a los jóvenes acerca de los desórdenes alimentarios.
Su tiempo fuera del escenario y su experiencia como embajadora de UNICEF le llevó a explorar su interés personal por las comunidades indígenas de Sudamérica con el Proyecto “ALAS para el Sur”, que realiza de la mano de su padre. 
Después de más de una década de una carrera artística y tras haber abandonado los escenarios durante tres años, Gaby regresó en el 2013 con Psycho, estrenándose como cantautora. 
En 2016 Gabriela Villalba lanza su sencillo París, convirtiéndose en un éxito radial en Ecuador. La canción llegó al Top 10 del Ecuador Top 40 de Charts Ecuador, lista que presenta a las canciones más populares del país; y, alcanzó el #2 en la lista Top 25 Nacionales como la segunda canción de un artista ecuatoriano más popular en el país.
En agosto del 2017, Kiruba anunció su regreso al escenario en los medios, con las 5 miembros originales de la agrupación en la portada de la revista "Hola". El 30 de enero de 2018, Kiruba estrenó su nueva canción Se Me Fue, en la que cuenta con la colaboración de Magic Juan, un exmiembro de Proyecto Uno. La canción llegó al #1 en el Top 25 Nacionales de Charts Ecuador y al Top 40 a nivel general de acuerdo al mismo medio. Su segundo sencillo de regreso Alma alcanzó la posición #11 de la lista de sencillos ecuatorianos. En diciembre de 2018 Kiruba ganó la categoría a Mejor Artista Pop en lo Mejor del Año en Charts Ecuador.
En abril de 2019 participó en la campaña de misión sostenible, con el objetivo de generar consciencia en el cuidado de los mares. La campaña se basa en la difusión de imágenes de como quedan las playas después de un feriado y el impacto que tienen los turistas en ellas. Junto con otros influencers. Gabriela contribuye su amor con la naturaleza y comunica mensajes de cuidado del medio ambiente.
Inicialmente, Gabriela no formó parte del reencuentro de Kudai, grupo con el cual catapultó su popularidad en América Latina, sin embargo, Nicole Natalino, miembro del grupo, declaró a algunos fans en México que podrían llegar a colaborar con ella en el futuro.
En julio del 2024, la banda Kudai anunció el regreso de Villalba a la agrupación, esta vez como quinteto y a su vez, anunciaron una nueva gira con el título Revive, en la cual visitarán países como Brasil por primera vez en toda su carrera.
En febrero del 2025, Kudai lanzó su sencillo titulado Karma, siendo el primer tema del grupo en 15 años que cuenta nuevamente con la participación vocal de Villalba, y a su vez, es el primer tema en la historia de Kudai que presenta a Nicole Natalino y a Gabriela Villalba juntas en un mismo tema. Gabriela también participó en la composición de Karma, siendo la segunda miembro de Kudai en ser acreditada como compositora en una de las canciones del grupo.

## Discografía

### Álbumes de estudio con Kiruba
- Kiruba (2003)
- Baila la luna (2004)

### Sencillos con Kiruba
- Quisiera (2003)
- Camina (2003)
- Cómo extraño tu luz (2003)
- Me pierdo (2003)
- Me quedo contigo (2004)
- Se me fue (2018)
- Alma (2018)

### Álbumes de estudio con Kudai
- Sobrevive (2006)
- Nadha (2008)
- Grandes éxitos (2010)

### Álbumes en vivo con Kudai
- En vivo: desde México (2007)
- Plug & Play (2007)

### Sencillos con Kudai
- Déjame gritar (2006)
- Llévame (2006)
- Tal vez (2007)
- Tú (2007)
- Lejos de aquí (2008)
- Estar bien feat. RBD y Eiza Gonzáles (2008) *Single de RBD*
- Nada es igual (2008)
- Corre (2008)
- Morir de amor (2009)
- Hoy Quiero (2008)
- Ladrando a la Luna (2008)
- Disfraz (2009)
- Nuestros Destinos (2010)
- Karma (2025)

### Álbumes de estudio como solista
- Todo bien (2006)
- Maletas en la puerta (2017)

### Sencillos en solitario
| Año  | Canción                                    | Álbum                |
| ---- | ------------------------------------------ | -------------------- |
| 2006 | Me doy vueltas                             | Todo Bien            |
| 2013 | Psycho                                     | Maletas en la Puerta |
| 2014 | Adrenalina                                 | Maletas en la Puerta |
| 2015 | París                                      | Maletas en la Puerta |
| 2015 | Saudade (feat. Gaby De K)                  | Mitre                |
| 2016 | Imposible                                  | Maletas en la Puerta |
| 2016 | Joya escondida (o Quito, la joya escondida | Maletas en la Puerta |
| 2017 | Cuarta vez                                 | Maletas en la Puerta |

## Telenovelas
| Año  | Título                 | Personaje | Notas                         |
| ---- | ---------------------- | --------- | ----------------------------- |
| 2004 | Al ritmo de tu corazón | Catalina  | Protagonista - RCN Televisión |